# Skyr

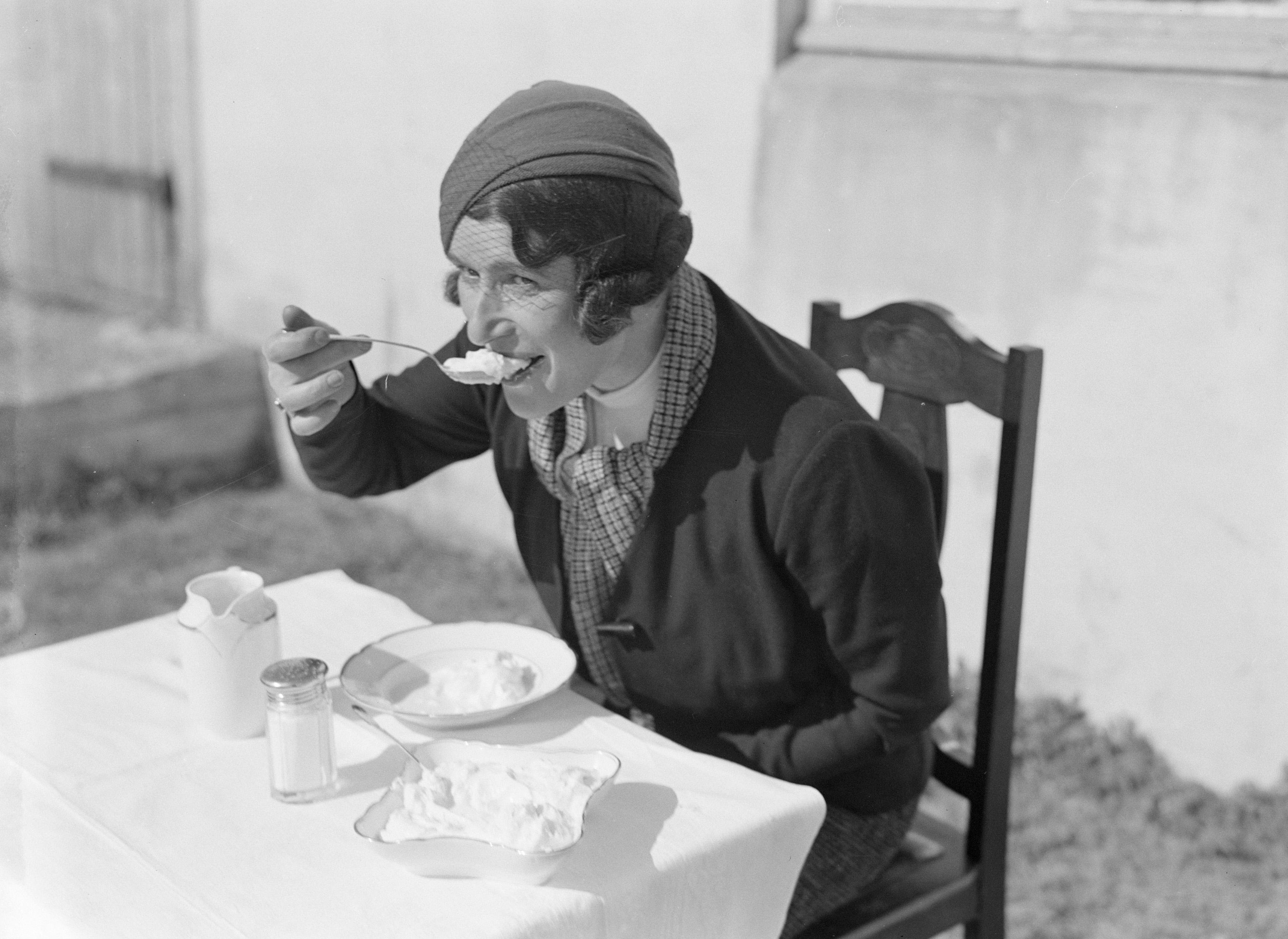
Una periodista alemana degustando una porción de skyr en 1934.

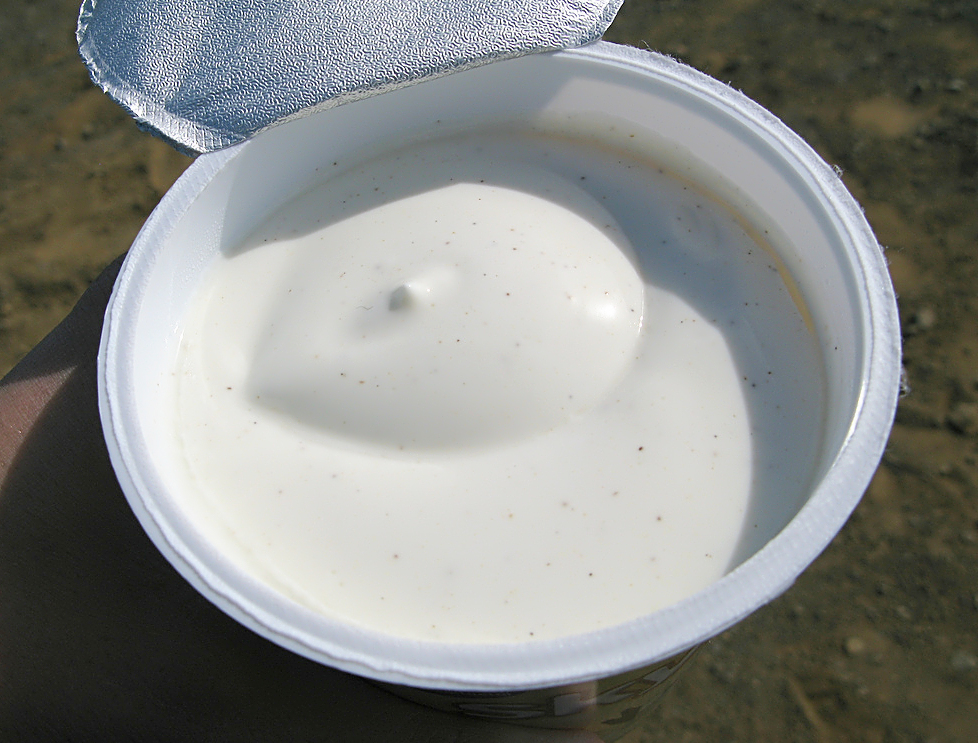
Skyr de vainilla.

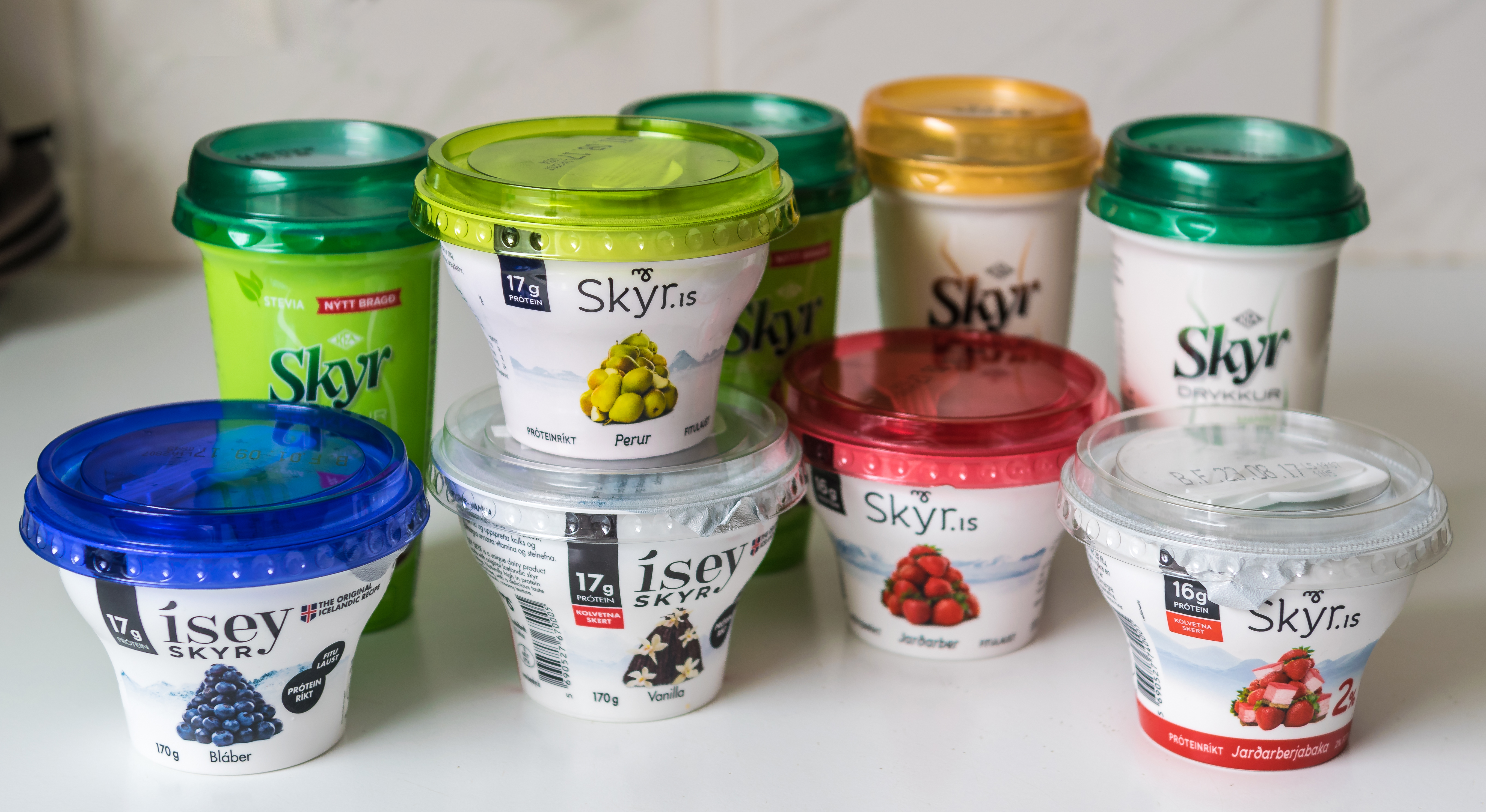
Skyr comercial de sabores diversos.

El skyr es un producto lácteo típico de Islandia. Tiene una consistencia parecida al yogur griego, pero un sabor más suave. Está clasificado como un queso fresco (como el queso quark alemán) pero se consume como un yogur. Ha sido parte de la gastronomía islandesa durante siglos.
El sabor del skyr tradicional es ligeramente ácido y deja un poco de esencia dulce en la boca. Se sirve frío con leche y azúcar. En la actualidad, las grandes cadenas de distribución comercializan variedades de skyr aromatizadas con sabores como vainilla o fruta.

## Historia
El skyr es mencionado en un gran número de fuentes islandesas medievales, como la saga de Egil y saga de Grettir. No existen descripciones detalladas, así que es difícil saber si el skyr moderno es parecido al tradicional. La historiadora culinaria Hallgerdur Gisladottir ha sugerido que el skyr estuvo ampliamente difundido en Escandinavia en la época de la colonización de Islandia, pero seguramente olvidado en el resto del continente.

## Nutrición
El skyr es un producto rico en proteínas y bajo en grasa. El skyr natural tiene aproximadamente un 13% de proteínas, un 4% de hidratos de carbono y un 0,2% de grasas. Al igual que todos los productos lácteos, tiene un alto contenido en calcio.

## Consumo
El skyr se come con cuchara. Los islandeses lo suelen consumir frío y, a veces, diluido con leche y se le añade azúcar. A menudo se mezcla con mermelada o fruta para el postre o con cereales para el desayuno. Existe un plato tradicional islandés denominado hræringur (literalmente "revuelto") que consiste en skyr y gachas de avena a partes iguales.

## Elaboración
El skyr se elabora con leche desnatada. Se calienta hasta los 90–100 °C y luego se enfría a 37 °C. Se añade una porción de un skyr anterior para introducir las bacterias correctas, y con la adición del cuajo la leche empieza a cortarse. Se fermenta durante 5 horas y posteriormente se enfría a 18 °C. Se pasteuriza y luego se elimina el líquido restante para dar paso a un producto sólido.
Bacterias como Streptococcus thermophilus y Lactobacillus delbrueckii subsp. bulgaricus son importantes para la fermentación del skyr. Estas bacterias también son parte de la producción del yogur, pero los hongos activos en las temperaturas bajas aseguran que el lácteo se convierta en un skyr y no en un yogur.